# 国際ヒーリングアート芸術協会
国際ヒーリングアート芸術協会（こくさいヒーリングアートげいじゅつきょうかい、英語表記：International Healing Art Association、略称：IHAA）は、癒しやリラクゼーションを感じることができるアートを世の中へ広める活動をしている協会である。広めるための主な活動として、パステルをベースに、色鉛筆やオイルパステルなど他の画材との組み合わせを楽しみながらさまざまなメッセージを表現する「パステル・メッセージ・アート講座」や天然石を主体に、アクリル絵具やラメなどを組み合わせた混合技法や、天然石のエネルギーや色のエネルギーを受け取りながら立体作品やブレスレットを製作する「パワーストーンヒーリング／アーツ＆クラフツ講座」を定期的に開催している。

## 認定講座
- パステル・コスミック・アート
- パワーストーンヒーリング／アーツ＆クラフツ